# Pitardella
Pitardella là một chi thực vật có hoa trong họ Thiến thảo (Rubiaceae).

## Loài
Chi Pitardella gồm các loài: